# Кутирьов Олексій Михайлович
Олексій Михайлович Кутирьов (березень 1902, місто Пенза, тепер Російська Федерація — 25 липня 1969, місто Москва, тепер Російська Федерація) — радянський державний діяч, 1-й секретар Мурманського і Свердловського обласних комітетів ВКП(б), голова Чкаловського облвиконкому. Член ЦК КПРС у 1952—1956 роках. Депутат Верховної ради СРСР 2—4-го скликань.

## Життєпис
Народився в березні 1902 року в селянській родині.
У квітні — грудні 1919 року служив у Червоній армії: червоноармієць, ад'ютант командира окремого батальйону особливої продовольчої комісії 9-ї армії РСЧА на Південному фронті.
У грудні 1919 — квітні 1921 року — польовий ад'ютант командира 215-го окремого батальйону військ Всеросійської надзвичайної комісії (ВЧК), польовий ад'ютант командира 31-го окремого батальйону військ ВЧК.
З квітня по серпень 1921 року працював у господарстві батьків у селі Варваровка Чембарського повіту Пензенської губернії.
У серпні 1921 — липні 1922 року — керуючий справами Пензенського губернського комітету комсомолу (РКСМ).
У липні — грудні 1922 року — курсант 7-ї Самарської військово-інженерної школи.
У грудні 1922 — травні 1923 року — інструктор Пензенського губернського комітету комсомолу (РКСМ).
У травні 1923 — жовтні 1925 року — голова Бюро юних піонерів Пензенського губернського комітету комсомолу.
У жовтні 1925 — квітні 1926 року — голова Бюро юних піонерів Плужнівського районного комітету ЛКСМ України Шепетівського округу.
У квітні — грудні 1926 року — представник Шепетівського окружного комітету ЛКСМ України в Шепетівській окружній Спілці споживчих товариств.
У грудні 1926 — липні 1928 року — інструктор Муромської районної Спілки споживчих товариств Владимирської губернії.
У липні 1928 — березні 1931 року — слухач Ленінградських вищих практичних кооперативних курсів, економіст.
Член ВКП(б) з серпня 1928 року.
У червні 1931 — вересні 1932 року — старший інструктор, заступник завідувача організаційного відділу, завідувач сектора капітального будівництва транспортної секції Центральної Спілки споживчих товариств СРСР.
У вересні 1932 — вересні 1933 року — помічник директора, заступник начальника Управління робітничого постачання Ярославського гумоазбестового комбінату.
У вересні 1933 — лютому 1938 року — заступник начальника політичного відділу, заступник директора машинно-тракторної станції імені Молотова по політичній частині Абдулінського району Оренбурзької області.
У лютому — грудні 1938 року — начальник політичного відділу м'ясорадгоспу ОДПУ Абдулінського району Оренбурзької області.
У грудні 1938 — лютому 1939 року — 1-й секретар Абдулінського районного комітету ВКП(б) Чкаловської області.
У лютому 1939 — березні 1940 року — 3-й секретар Чкаловського обласного комітету ВКП(б).
У березні 1940 — лютому 1944 року — 1-й секретар Орського міського комітету ВКП(б) Чкаловської області.
17 лютого 1944 — лютий (офіційно 27 червня) 1945 року — голова виконавчого комітету Чкаловської обласної ради депутатів трудящих.
У лютому — квітні 1945 року — відповідальний організатор Управління кадрів ЦК ВКП(б).
У квітні 1945 — травні 1950 року — 1-й секретар Мурманського обласного комітету ВКП(б) та 1-й секретар Мурманського міського комітету ВКП(б).
У травні — липні 1950 року — інспектор ЦК ВКП(б).
У липні 1950 — 25 вересня 1952 року — 2-й секретар Свердловського обласного комітету ВКП(б).
25 вересня 1952 — 3 грудня 1955 року — 1-й секретар Свердловського обласного комітету КПРС.
У грудні 1955 — квітні 1956 року — в резерві ЦК КПРС.
У квітні 1956 — 29 травня 1957 року — 1-й заступник міністра рибної промисловості СРСР.
29 травня 1957 — січень 1960 року — голова Ради народного господарства Калінінградського економічного адміністративного району.
З січня 1960 року — персональний пенсіонер союзного значення.
Помер 25 липня 1969 року в Москві. Похований на Новодівочому цвинтарі Москви.

## Нагороди
- орден Леніна (1944)
- орден Трудового Червоного Прапора (.08.1947)
- орден Червоної Зірки (1942)
- медаль «За доблесну працю у Великій Вітчизняній війні 1941—1945 рр.» (1945)
- медаль «У пам'ять 800-річчя Москви» (1947)
- медалі